# Rieutort-de-Randon
Rieutort-de-Randon är en kommun i departementet Lozère i regionen Occitanien i södra Frankrike. Kommunen ligger i kantonen Saint-Amans som tillhör arrondissementet Mende. År 2018 hade Rieutort-de-Randon 772 invånare.

## Befolkningsutveckling
Antalet invånare i kommunen Rieutort-de-Randon
| Referens: INSEE |